# Валіснерія
Валісне́рія (Vallisnéria) рід багаторічних рослин родини жабурникових. Рослини роду широко використовуються в акваріумістиці. Валіснерії — справжні водні рослини (гідрофіти), пристосовані до життя в річках або озерах на відміну від багатьох гідрофітів, які є болотними рослинами.

## Ботанічний опис
Рослини роду поширені в прісноводних водоймах тропіків і субтропіків Західної і Східної півкуль, деякі види просунулися в зону помірного клімату, включаючи південь України.
Окремі рослини роду мають довге тонке повзуче кореневище. Стебла з розеткоподібними листками утримується у ґрунті за допомогою довгих пагонів поблизу материнської рослини.
Листя гнучке, яскраво-зелене або червонувате, цілком занурене у воду, в прикореневих розетках стрічкоподібне лінійне або ланцетне, рідше серцеподібне.
Довжина листя у окремих видів сягає до 1 м, досягаючи поверхні водойми листя стелиться.

## Види
- Vallisneria americana
- Vallisneria anhuiensis
- Vallisneria annua
- Vallisneria australis
- Vallisneria caulescens
- Vallisneria densiserrulata
- Vallisneria erecta
- Vallisneria longipedunculata
- Vallisneria nana
- Vallisneria natans
- Vallisneria rubra
- Vallisneria spinulosa
- Vallisneria spiralis
- Vallisneria triptera

## В акваріумістиці

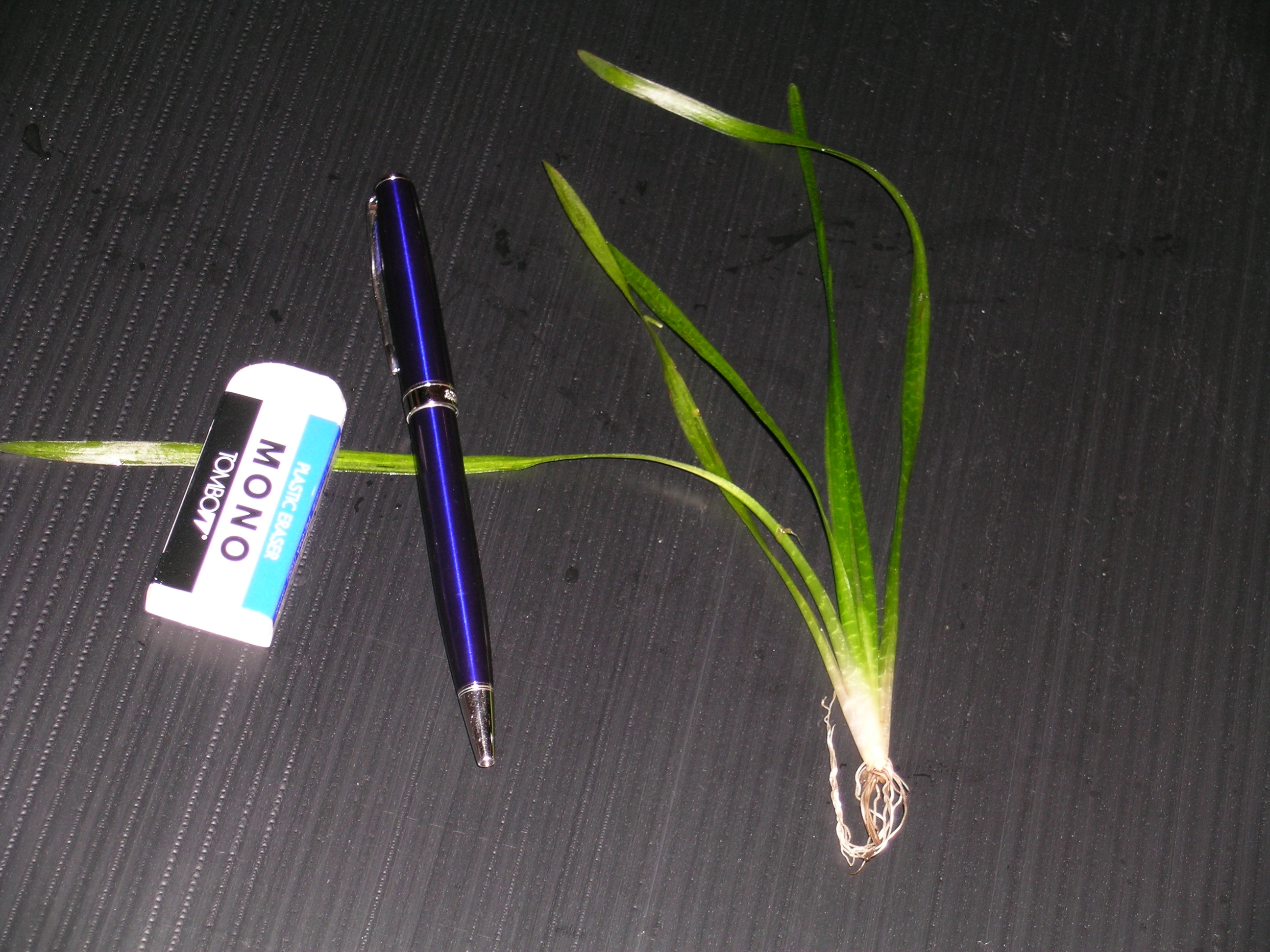
Кущ валіснерії

Валіснерія є популярним об'єктом утримання в прісноводних акваріумах початківців. Добре росте за активної реакції води в межах від 6,0 до 7,5 і твердості 8-12 °. Не бажано висаджувати поряд з криптокоринами.
Окремі види валіснерії є подібними до стрілолистів, але, на відміну від них, їх листя ніколи не підіймається над водою.